# ヒッカツ!
『ヒッカツ!』は矢上裕の少年漫画。『月刊電撃コミックガオ!』2005年7月号から2006年7月号にかけて12話連載、単行本全3巻で完結。

## ストーリー
地磁気の異常であらゆる機械が頻繁に故障する「大故障時代」を迎えた未来の地球。ショータは調子の悪い電化製品を叩いて直す理屈で、衝撃を与えることで様々な不具合を直してしまう技、「回復打撃」を極めるために旅を続ける。その途中でモモコやカンジらが加わり、地球そのものを直そうとする大きな目的のために動いていく。

## 登場人物
ショータ
空手の達人で、寡黙で飄々とした少年。幼いころに機械などを叩いて修復する『回復打撃』に目覚め、『必殺』ならぬ『必活』の一撃を磨くために旅をするが成果は全くなし。大故障時代を終わらせるべく、地球を直すという目標を持つ。
モモコ
ハトに育てられたという過去を持つ少女。ショータに一目惚れし、旅に同行する。ハト拳なる格闘技を使う。
カンジ
口先だけで世を渡る詐欺師。金に執着しており、ショータの能力に目をつけて旅に同行する。
師範
ショータの幼少時の空手の師匠。故人。武道を己を活かし人を活かすものと考えている。磁気嵐による機械の暴走事故に巻き込まれて死亡。
アスカ
師範の娘。空手家で、ショータとは同じ道場の同門。ショータが重傷を負っていた師匠を殺したと誤解していたが事実を知り、和解した。

## 単行本
電撃コミックス（メディアワークス） 各巻599円（本体570円）
1. 2005年10月27日発売 ISBN 4-8402-3225-3
2. 2006年1月27日発売 ISBN 4-8402-3321-7
3. 2006年7月27日発売 ISBN 4-8402-3536-8